# NGC 4889
NGC 4889 (другие обозначения — NGC 4884, UGC 8110, MCG 5-31-77, ZWG 160.241, DRCG 27-148, PGC 44715) — гигантская эллиптическая галактика (E) в созвездии Волосы Вероники.
Этот объект занесён в новый общий каталог несколько раз, с обозначениями NGC 4884, NGC 4889.
Этот объект входит в число перечисленных в оригинальной редакции «Нового общего каталога».

## Особенности
Наиболее яркая галактика скопления галактик Кома (или Волосы Вероники), находится возле центра скопления. В центре галактики обнаружена сверхмассивная чёрная дыра с массой около 21 млрд солнечных масс; измерения распределения скоростей звёзд вблизи от центра позволяют сказать, что масса чёрной дыры укладывается в диапазон 6—37⋅109 масс Солнца с доверительной вероятностью 68 %. Это первое обнаружение настолько массивной чёрной дыры, не являющейся квазаром. Для сравнения, масса чёрной дыры в центре нашей Галактики на 3 порядка меньше (4,3⋅106 масс Солнца).